# Aleiodes circumscriptus
Aleiodes circumscriptus är en stekelart som först beskrevs av Christian Gottfried Daniel Nees von Esenbeck 1834.  Aleiodes circumscriptus ingår i släktet Aleiodes och familjen bracksteklar. Arten är reproducerande i Sverige. Utöver nominatformen finns också underarten A. c. nigriceps.